# Red de Bibliotecas Municipales de la Diputación de Barcelona
Red de Bibliotecas Municipales de la Diputación de Barcelona está formada por más de 236 bibliotecas y 12 bibliobuses que trabajan de forma coordinada y con unos mismos estándares de servicios y de calidad para que los ciudadanos de la provincia de Barcelona tengan un acceso igualitario a la información, el conocimiento y la cultura. Se gestiona conjuntamente entre los ayuntamientos de la Provincia de Barcelona y la Diputación de Barcelona.
Las bibliotecas municipales ofrecen principalmente préstamo gratuito de libros, música, películas y revistas; prensa diaria, actividades culturales y de formación, acceso público a Internet y otros servicios de información. Cada biblioteca pone a disposición de los ciudadanos una determinada oferta de servicios.

## Historia

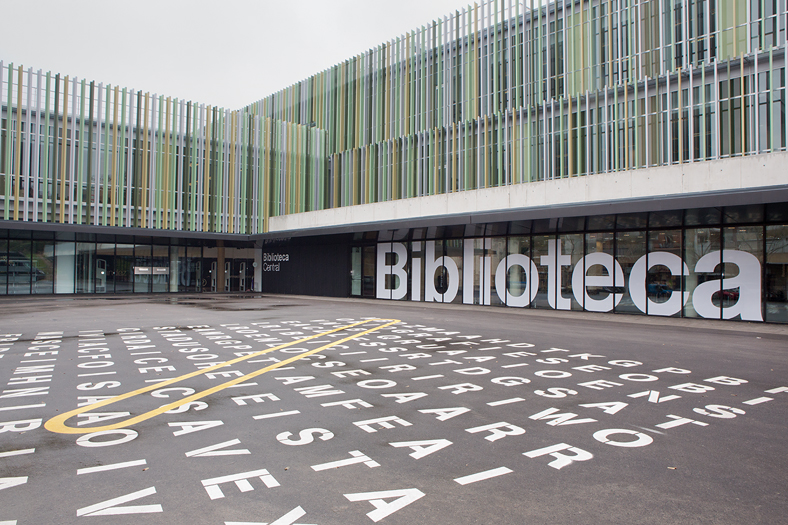
Detalle de la Biblioteca Central de Castelldefels.

El antecedente histórico de la Red de Bibliotecas Municipales se remonta a 1918, cuando la Mancomunidad de Cataluña crea las cuatro primeras bibliotecas públicas en Cataluña con el objetivo de extender la cultura y la formación en Cataluña siguiendo el modelo de biblioteca diseñado por Eugenio d'Ors. Se instala una biblioteca popular por provincia: Sallent de Barcelona, Valls de Tarragona, Borjas Blancas de Lérida y Olot de Gerona.
En 1920 se constituyó la Central Técnica de Bibliotecas Populares, que unificó criterios de funcionamiento y apoya la gestión. Fue dirigida por Jordi Rubió i Balaguer. Con la dictadura de Primo de Rivera, iniciada en 1922, desapareció la Mancomunidad y se fraccionó la administración unitaria de las bibliotecas. La Diputación de Barcelona asumió la gestión de las bibliotecas que quedaron dentro de su territorio, y la Central Técnica también creó nuevas bibliotecas.
Con la Segunda República (desde 1931) y el advenimiento de la Generalidad de Cataluña, se unen de nuevo las bibliotecas en una sola red. Con la llegada de la Guerra civil española, las bibliotecas continúan funcionando pero se crea el Servicio de Bibliotecas al Frente. Se crea una Central Técnica para gestionar el envío de libros y aparece el primer bibliobús en 1938 para hacer llegar el servicio bibliotecario a los soldados y convalecientes. En 1939 desaparece la Generalidad y la red se fragmenta.
A partir de los años cuarenta, la Diputación de Barcelona asume lo que queda del sistema bibliotecario. Se nombra un nuevo director que se encarga de la Biblioteca de Cataluña, la Escuela de Bibliotecarias, la Red de Bibliotecas Populares (12 bibliotecas en la provincia de Barcelona) y la Central Técnica. Los fondos de las bibliotecas son censurados y mutilados.
El establecimiento de la democracia (desde 1978) fomenta una gran demanda de equipamientos públicos. En los primeros años de la democracia, la Diputación amplía y mejora las bibliotecas existentes y hace algunas nuevas. En el año 1981 el Parlamento de Cataluña aprueba la Ley de Bibliotecas.
Unos años después, en 1987 la Diputación de Barcelona, presidida por Antoni Dalmau, inicia un ambicioso programa bibliotecario. La Diputación se convierte en la primera institución catalana que compra el software VTLS para informatizar todos los servicios de las bibliotecas.
En 1993 se publica la Ley del Sistema Bibliotecario de Cataluña, que establece que la biblioteca pública  es un servicio municipal obligatorio. A partir de esta ley, la Diputación de Barcelona, como servicio supramunicipal, centra su política bibliotecaria en apoyar todos los aspectos de competencia municipal: planificar nuevos equipamientos, evaluar servicios, prestar servicios (selección, adquisición y tratamiento de los fondos), desarrollar el Plan de Bibliobuses, formar personal, editar publicaciones y materiales de difusión, otorgar ayudas económicas para nuevos edificios y ofrecer ayudas económicas para actividades de promoción de la lectura.

## Servicios

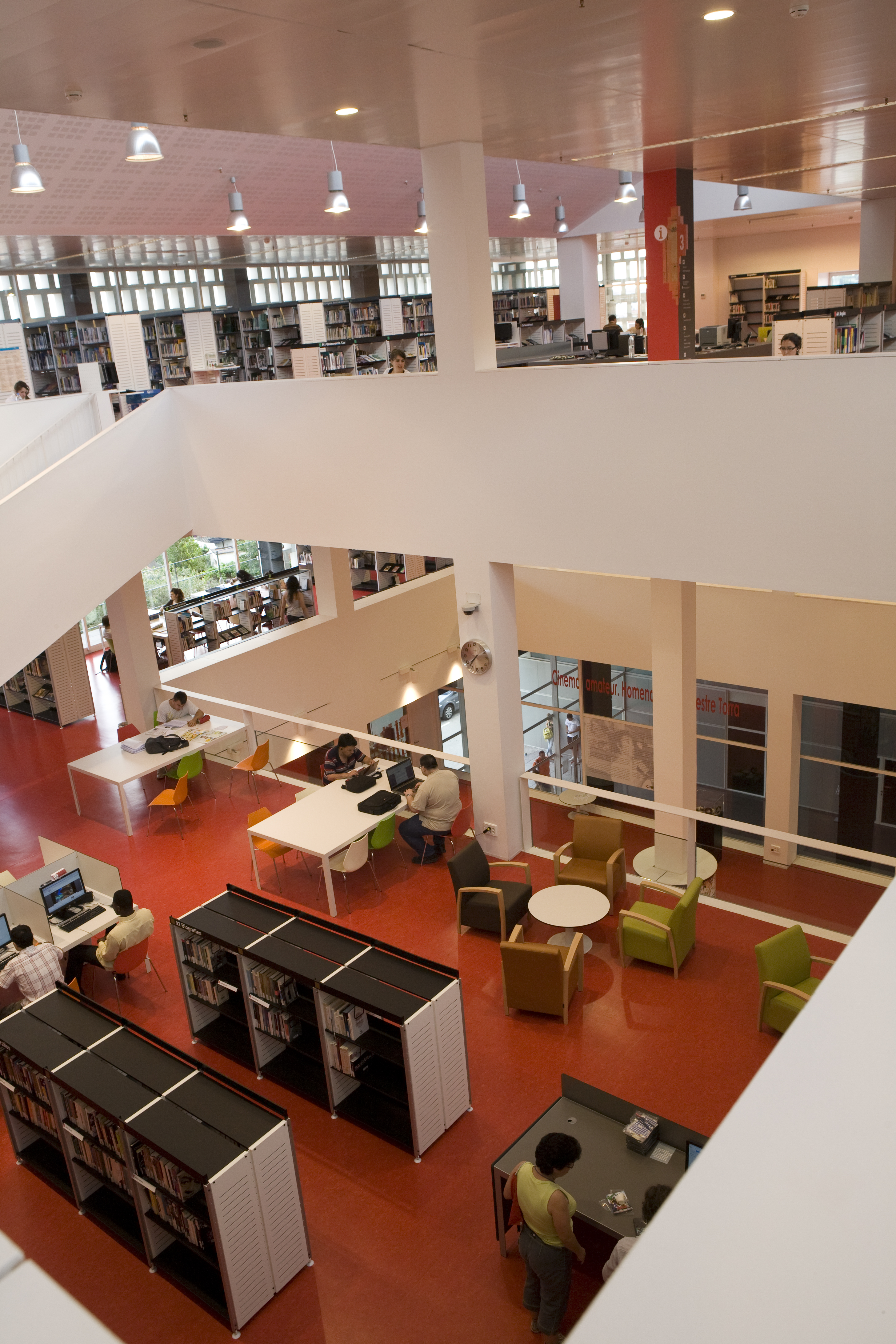
Detalle de la Biblioteca Mestre Martí Tauler de Rubí.

El trabajo conjunto entre los ayuntamientos y la Diputación de Barcelona hace posible que la Red de Bibliotecas Municipales ofrezca servicios desde cualquier municipio de Barcelona. Los usuarios de la Red de Bibliotecas Municipales disponen de un carné único de biblioteca, válido en todas las bibliotecas públicas de Cataluña, que permite acceder gratuitamente a los principales servicios de las bibliotecas y que ofrece descuentos en establecimientos culturales. El trabajo en red también hace que las bibliotecas y bibliobuses den acceso al Aladí, el catálogo colectivo de la Red de Bibliotecas Municipales, con más de ocho millones de documentos (libros, DVD, CD, periódicos y revistas) de todas las bibliotecas municipales de la provincia. Finalmente, el servicio de préstamo interbibliotecario permite al ciudadano solicitar libros de cualquier biblioteca de la Red y recibirlos en la biblioteca más cercana.
Las bibliotecas municipales de la Red comparten recursos tecnológicos, documentales y humanos, lo que hace más sostenible la creación y mantenimiento de estos equipamientos públicos. La Diputación de Barcelona lidera y coordina el trabajo en red de estas bibliotecas, extendidas por más de 130 municipios, que garantizan una misma calidad de servicio en todo el territorio de la provincia. En el caso de los municipios de menos de 3.000 habitantes, la Diputación de Barcelona se ocupa en exclusiva de dar servicio de lectura pública a través de una red de nueve bibliobuses, que llegan a un centenar más de municipios.
La tarea conjunta que realizan diariamente los ayuntamientos y la Diputación de Barcelona queda regulada en un convenio de colaboración que establece las bases de la prestación del servicio bibliotecario en el municipio.

## Listado de bibliotecas municipales
Al menos hasta 2025, la red estaba formada por alrededor de 236 bibliotecas y 12 bibliobuses que dan servicio a cientos de municipios de la provincia de Barcelona.
| Listado de bibliotecas | Listado de bibliotecas | Listado de bibliotecas      | Listado de bibliotecas                         |
| #                      | Comarca                | Municipio                   | Biblioteca                                     |
| ---------------------- | ---------------------- | --------------------------- | ---------------------------------------------- |
| 1                      | Alto Panadés           | San Martín Sarroca          | Neus Català i Pallejà                          |
| 2                      | Alto Panadés           | San Pedro de Riudevitlles   | Maria Àngels Torrents i Rosés                  |
| 3                      | Alto Panadés           | San Quintín de Mediona      | Joan Sardà i Lloret                            |
| 4                      | Alto Panadés           | San Sadurní de Noya         | Ramon Bosch de Noya                            |
| 5                      | Alto Panadés           | Santa Margarita y Monjós    | Santa Margarida i els Monjos                   |
| 6                      | Alto Panadés           | Villafranca del Panadés     | Torras i Bages                                 |
| 7                      | Bages                  | Artés                       | Artés                                          |
| 8                      | Bages                  | Avinyó                      | Avinyó                                         |
| 9                      | Bages                  | Balsareny                   | Pere Casaldàliga                               |
| 10                     | Bages                  | Cardona                     | Marc de Cardona                                |
| 11                     | Bages                  | Manresa                     | Ateneu Les Bases                               |
| 12                     | Bages                  | Manresa                     | Casino de Manresa                              |
| 13                     | Bages                  | Navarclés                   | Sant Valentí                                   |
| 14                     | Bages                  | Navás                       | Josep Mas Carreras                             |
| 15                     | Bages                  | Rocafort y Vilumara         | Biblioteca                                     |
| 16                     | Bages                  | Sallent de Llobregat        | Sant Antoni Maria Claret                       |
| 17                     | Bages                  | Sampedor                    | Pare Ignasi Casanovas                          |
| 18                     | Bages                  | San Felíu Saserra           | Sant Pere Almató                               |
| 19                     | Bages                  | San Fructuoso de Bages      | Sant Fruitós de Bages                          |
| 20                     | Bages                  | San Juan de Torruella       | Cal Gallifa                                    |
| 21                     | Bages                  | San Vicente de Castellet    | Salvador Vives Casajuana                       |
| 22                     | Bages                  | Suria                       | Súria                                          |
| 23                     | Bajo Llobregat         | Abrera                      | Josep Roca i Bros                              |
| 24                     | Bajo Llobregat         | Begas                       | La Ginesta                                     |
| 25                     | Bajo Llobregat         | Castelldefels               | Ramon Fernàndez Jurado                         |
| 26                     | Bajo Llobregat         | Cervelló                    | Municipal de Cervelló                          |
| 27                     | Bajo Llobregat         | Collbató                    | Sibil·la Durfort                               |
| 28                     | Bajo Llobregat         | Corbera de Llobregat        | Can Baró                                       |
| 29                     | Bajo Llobregat         | Cornellá de Llobregat       | Central                                        |
| 30                     | Bajo Llobregat         | Cornellá de Llobregat       | Clara Campoamor                                |
| 31                     | Bajo Llobregat         | Cornellá de Llobregat       | Marta Mata                                     |
| 32                     | Bajo Llobregat         | Cornellá de Llobregat       | Sant Ildefons                                  |
| 33                     | Bajo Llobregat         | Cornellá de Llobregat       | Teresa Pàmies                                  |
| 34                     | Bajo Llobregat         | El Papiol                   | Valentí Almirall                               |
| 35                     | Bajo Llobregat         | El Prat de Llobregat        | Antonio Martín                                 |
| 36                     | Bajo Llobregat         | Esparraguera                | Municipal L'Ateneu                             |
| 37                     | Bajo Llobregat         | Esplugas de Llobregat       | Pare Miquel d'Esplugues                        |
| 38                     | Bajo Llobregat         | Gavá                        | Josep Soler i Vidal                            |
| 39                     | Bajo Llobregat         | Gavá                        | Marian Colomé                                  |
| 40                     | Bajo Llobregat         | Martorell                   | Francesc Pujols                                |
| 41                     | Bajo Llobregat         | Molins de Rey               | El Molí                                        |
| 42                     | Bajo Llobregat         | Olesa de Montserrat         | Santa Oliva                                    |
| 43                     | Bajo Llobregat         | Pallejá                     | Biblioteca                                     |
| 44                     | Bajo Llobregat         | San Andrés de la Barca      | Aigüestoses                                    |
| 45                     | Bajo Llobregat         | San Baudilio de Llobregat   | Jordi Rubió i Balaguer                         |
| 46                     | Bajo Llobregat         | San Baudilio de Llobregat   | Maria Aurèlia Capmany                          |
| 47                     | Bajo Llobregat         | San Clemente de Llobregat   | Ca l'Altisent                                  |
| 48                     | Bajo Llobregat         | San Esteban Sasroviras      | Joan Pomar i Solà                              |
| 49                     | Bajo Llobregat         | San Justo Desvern           | Joan Margarit                                  |
| 50                     | Bajo Llobregat         | San Vicente dels Horts      | Les Voltes                                     |
| 51                     | Bajo Llobregat         | Sant Feliu de Llobregat     | Montserrat Roig                                |
| 52                     | Bajo Llobregat         | Sant Joan Despí             | Mercè Rodoreda                                 |
| 53                     | Bajo Llobregat         | Sant Joan Despí             | Miquel Martí i Pol                             |
| 54                     | Bajo Llobregat         | Santa Coloma de Cervelló    | Pilarin Bayés                                  |
| 55                     | Bajo Llobregat         | Torrellas de Llobregat      | Municipal Pompeu Fabra                         |
| 56                     | Bajo Llobregat         | Vallirana                   | Josep Maria López-Picó                         |
| 57                     | Bajo Llobregat         | Viladecans                  | Viladecans                                     |
| 58                     | Barcelonés             | Badalona                    | Can Casacuberta                                |
| 59                     | Barcelonés             | Badalona                    | Canyadó i Casagemes-Joan Argenté               |
| 60                     | Barcelonés             | Badalona                    | Llefià-Xavier Soto                             |
| 61                     | Barcelonés             | Badalona                    | Lloreda                                        |
| 62                     | Barcelonés             | Badalona                    | Pomar                                          |
| 63                     | Barcelonés             | Badalona                    | Sant Roc                                       |
| 64                     | Barcelonés             | Barcelona                   | Barceloneta - La Fraternitat                   |
| 65                     | Barcelonés             | Barcelona                   | Bon Pastor - Josefina Castellví                |
| 66                     | Barcelonés             | Barcelona                   | Camp de l'Arpa - Caterina Albert               |
| 67                     | Barcelonés             | Barcelona                   | Canyelles - Maria Àngels Rivas                 |
| 68                     | Barcelonés             | Barcelona                   | Clarà                                          |
| 69                     | Barcelonés             | Barcelona                   | Collserola - Josep Miracle                     |
| 70                     | Barcelonés             | Barcelona                   | El Carmel - Juan Marsé                         |
| 71                     | Barcelonés             | Barcelona                   | El Clot - Josep Benet                          |
| 72                     | Barcelonés             | Barcelona                   | Esquerra de l'Eixample - Agustí Centelles      |
| 73                     | Barcelonés             | Barcelona                   | Fort Pienc - Ana Maria Moix                    |
| 74                     | Barcelonés             | Barcelona                   | Francesc Candel                                |
| 75                     | Barcelonés             | Barcelona                   | Francesca Bonnemaison                          |
| 76                     | Barcelonés             | Barcelona                   | Gabriel García Márquez                         |
| 77                     | Barcelonés             | Barcelona                   | Gòtic - Andreu Nin                             |
| 78                     | Barcelonés             | Barcelona                   | Guinardó-Mercè Rodoreda                        |
| 79                     | Barcelonés             | Barcelona                   | Horta - Can Mariner                            |
| 80                     | Barcelonés             | Barcelona                   | Ignasi Iglésias - Can Fabra                    |
| 81                     | Barcelonés             | Barcelona                   | Jaume Fuster                                   |
| 82                     | Barcelonés             | Barcelona                   | Joan Miró                                      |
| 83                     | Barcelonés             | Barcelona                   | La Sagrera - Marina Clotet                     |
| 84                     | Barcelonés             | Barcelona                   | Les Corts-Miquel Llongueras                    |
| 85                     | Barcelonés             | Barcelona                   | Les Roquetes – Rafa Juncadella                 |
| 86                     | Barcelonés             | Barcelona                   | Montbau-Albert Pérez Baró                      |
| 87                     | Barcelonés             | Barcelona                   | Montserrat Abelló                              |
| 88                     | Barcelonés             | Barcelona                   | Nou Barris - Aurora Díaz Plaja                 |
| 89                     | Barcelonés             | Barcelona                   | Poble-sec - Francesc Boix                      |
| 90                     | Barcelonés             | Barcelona                   | Poblenou-Manuel Arranz                         |
| 91                     | Barcelonés             | Barcelona                   | Ramon d'Alòs - Moner                           |
| 92                     | Barcelonés             | Barcelona                   | Sagrada Família - Josep M. Ainaud de Lasarte   |
| 93                     | Barcelonés             | Barcelona                   | Sant Antoni - Joan Oliver                      |
| 94                     | Barcelonés             | Barcelona                   | Sant Gervasi - Joan Maragall                   |
| 95                     | Barcelonés             | Barcelona                   | Sant Pau - Santa Creu                          |
| 96                     | Barcelonés             | Barcelona                   | Sarrià - J.V. Foix                             |
| 97                     | Barcelonés             | Barcelona                   | Sofia Barat                                    |
| 98                     | Barcelonés             | Barcelona                   | Trinitat Vella - José Barbero                  |
| 99                     | Barcelonés             | Barcelona                   | Vallcarca i els Penitents - M. Antonieta Cot   |
| 100                    | Barcelonés             | Barcelona                   | Vapor Vell                                     |
| 101                    | Barcelonés             | Barcelona                   | Vila de Gràcia - Rosa M. Arquimbau             |
| 102                    | Barcelonés             | Barcelona                   | Vilapicina i la Torre Llobeta - Carmen Laforet |
| 103                    | Barcelonés             | Barcelona                   | Xavier Benguerel                               |
| 104                    | Barcelonés             | Barcelona                   | Zona Nord - Mària Sánchez                      |
| 105                    | Barcelonés             | Hospitalet de Llobregat     | Bellvitge                                      |
| 106                    | Barcelonés             | Hospitalet de Llobregat     | Can Sumarro                                    |
| 107                    | Barcelonés             | Hospitalet de Llobregat     | Josep Janés                                    |
| 108                    | Barcelonés             | Hospitalet de Llobregat     | La Bòbila                                      |
| 109                    | Barcelonés             | Hospitalet de Llobregat     | La Florida                                     |
| 110                    | Barcelonés             | Hospitalet de Llobregat     | Plaça d'Europa                                 |
| 111                    | Barcelonés             | Hospitalet de Llobregat     | Tecla Sala                                     |
| 112                    | Barcelonés             | San Adrián de Besós         | Font de la Mina                                |
| 113                    | Barcelonés             | San Adrián de Besós         | Sant Adrià                                     |
| 114                    | Barcelonés             | Santa Coloma de Gramanet    | Can Peixauet                                   |
| 115                    | Barcelonés             | Santa Coloma de Gramanet    | Central                                        |
| 116                    | Barcelonés             | Santa Coloma de Gramanet    | Fondo                                          |
| 117                    | Barcelonés             | Santa Coloma de Gramanet    | Singuerlín - Salvador Cabré                    |
| 118                    | Bergadá                | Berga                       | Ramon Vinyes i Cluet                           |
| 119                    | Bergadá                | Gironella                   | Gironella                                      |
| 120                    | Bergadá                | Puigreig                    | Guillem de Berguedà                            |
| 121                    | El Maresme             | Alella                      | Ferrer i Guàrdia                               |
| 122                    | El Maresme             | Arenys de Mar               | Pare Fidel Fita                                |
| 123                    | El Maresme             | Arenys de Munt              | Antònia Torrent i Martori                      |
| 124                    | El Maresme             | Cabrera de Mar              | Ilturo                                         |
| 125                    | El Maresme             | Cabrils                     | Pública de Cabrils                             |
| 126                    | El Maresme             | Caldetas                    | Can Milans                                     |
| 127                    | El Maresme             | Calella                     | Can Salvador de la Plaça                       |
| 128                    | El Maresme             | Canet de Mar                | P. Gual i Pujadas                              |
| 129                    | El Maresme             | Malgrat de Mar              | La Cooperativa                                 |
| 130                    | El Maresme             | Masnou                      | Joan Coromines                                 |
| 131                    | El Maresme             | Mataró                      | Antoni Comas                                   |
| 132                    | El Maresme             | Mataró                      | Pompeu Fabra                                   |
| 133                    | El Maresme             | Mataró                      | Popular                                        |
| 134                    | El Maresme             | Montgat                     | Tirant lo Blanc                                |
| 135                    | El Maresme             | Palafolls                   | Enric Miralles                                 |
| 136                    | El Maresme             | Pineda de Mar               | M. Serra i Moret                               |
| 137                    | El Maresme             | Pineda de Mar               | Poblenou                                       |
| 138                    | El Maresme             | Premiá de Dalt              | Jaume Perich i Escala                          |
| 139                    | El Maresme             | Premiá de Mar               | Martí Rosselló i Lloveras                      |
| 140                    | El Maresme             | San Andrés de Llavaneras    | Font i Daniel                                  |
| 141                    | El Maresme             | San Pol de Mar              | Can Coromines                                  |
| 142                    | El Maresme             | San Vicente de Montalt      | La Muntala                                     |
| 143                    | El Maresme             | Santa Susana                | Vall d’Alfatà                                  |
| 144                    | El Maresme             | Teyá                        | Can Llaurador                                  |
| 145                    | El Maresme             | Tiana                       | Can Baratau                                    |
| 146                    | El Maresme             | Tordera                     | Biblioteca                                     |
| 147                    | El Maresme             | Vilasar de Dalt             | Can Manyer                                     |
| 148                    | El Maresme             | Vilassar de Mar             | Ernest Lluch i Martín                          |
| 149                    | Garraf                 | Cubellas                    | Mn. Joan Avinyó                                |
| 150                    | Garraf                 | San Pedro de Ribas          | Manuel de Pedrolo                              |
| 151                    | Garraf                 | San Pedro de Ribas          | Josep Pla                                      |
| 152                    | Garraf                 | Sitges                      | Josep Roig i Raventós                          |
| 153                    | Garraf                 | Sitges                      | Santiago Rusiñol                               |
| 154                    | Garraf                 | Villanueva y Geltrú         | Armand Cardona Torrandell                      |
| 155                    | Garraf                 | Villanueva y Geltrú         | Joan Oliva i Milà                              |
| 156                    | Moyanés                | Moyá                        | Municipal 1 d'octubre                          |
| 157                    | Noya                   | Bruch                       | Verge de Montserrat                            |
| 158                    | Noya                   | Capellades                  | El Safareig                                    |
| 159                    | Noya                   | Igualada                    | Central                                        |
| 160                    | Noya                   | Masquefa                    | Maria Carme Junyent Figueras                   |
| 161                    | Noya                   | Ódena                       | L'Atzavara                                     |
| 162                    | Noya                   | Piera                       | Biblioteca                                     |
| 163                    | Noya                   | Santa Margarita de Montbuy  | Mont-Àgora                                     |
| 164                    | Noya                   | Vilanova del Camí           | Vilanova del Camí                              |
| 165                    | Osona                  | Centellas                   | La Cooperativa                                 |
| 166                    | Osona                  | Manlleu                     | Municipal de Manlleu BBVA                      |
| 167                    | Osona                  | Roda de Ter                 | Bac de Roda                                    |
| 168                    | Osona                  | San Hipólito de Voltregá    | Marquès de Remisa                              |
| 169                    | Osona                  | San Julián de Vilatorta     | Anton Carrera                                  |
| 170                    | Osona                  | San Pedro de Torelló        | L'Esqueller                                    |
| 171                    | Osona                  | San Quirico de Besora       | Pompeu Fabra                                   |
| 172                    | Osona                  | Taradell                    | Antoni Pladevall i Font                        |
| 173                    | Osona                  | Tona                        | Caterina Figueras                              |
| 174                    | Osona                  | Torelló                     | Biblioteca                                     |
| 175                    | Osona                  | Torelló                     | Dos Rius                                       |
| 176                    | Osona                  | Vic                         | Pilarin Bayés                                  |
| 177                    | Vallés Occidental      | Badia del Vallès            | Vicente Aleixandre                             |
| 178                    | Vallés Occidental      | Barberá del Vallés          | Esteve Paluzie                                 |
| 179                    | Vallés Occidental      | Castellar del Vallés        | Antoni Tort                                    |
| 180                    | Vallés Occidental      | Castellbisbal               | Josep Mateu i Miró                             |
| 181                    | Vallés Occidental      | Matadepera                  | Àngel Guimerà                                  |
| 182                    | Vallés Occidental      | Moncada y Reixach           | Can Sant Joan                                  |
| 183                    | Vallés Occidental      | Moncada y Reixach           | Elisenda de Montcada                           |
| 184                    | Vallés Occidental      | Palau-solità i Plegamans    | L'Alzina                                       |
| 185                    | Vallés Occidental      | Polinyá                     | Neus Català                                    |
| 186                    | Vallés Occidental      | Ripollet                    | Biblioteca                                     |
| 187                    | Vallés Occidental      | Rubí                        | Mestre Martí Tauler                            |
| 188                    | Vallés Occidental      | Sabadell                    | Can Puiggener                                  |
| 189                    | Vallés Occidental      | Sabadell                    | La Serra                                       |
| 190                    | Vallés Occidental      | Sabadell                    | Nord                                           |
| 191                    | Vallés Occidental      | Sabadell                    | Ponent                                         |
| 192                    | Vallés Occidental      | Sabadell                    | Safareigs                                      |
| 193                    | Vallés Occidental      | Sabadell                    | Sud                                            |
| 194                    | Vallés Occidental      | Sabadell                    | Vapor Badia                                    |
| 195                    | Vallés Occidental      | San Cugat del Vallés        | Gabriel Ferrater                               |
| 196                    | Vallés Occidental      | San Cugat del Vallés        | Mira-sol Marta Pessarrodona                    |
| 197                    | Vallés Occidental      | San Cugat del Vallés        | Volpelleres - Miquel Batllori                  |
| 198                    | Vallés Occidental      | San Quirce del Vallés       | Marcel Ayats                                   |
| 199                    | Vallés Occidental      | Santa Perpetua de Moguda    | Josep Jardí                                    |
| 200                    | Vallés Occidental      | Sardañola del Vallés        | Central de Cerdanyola                          |
| 201                    | Vallés Occidental      | Senmanat                    | Frederic Alfonso i Orfila                      |
| 202                    | Vallés Occidental      | Tarrasa                     | Central                                        |
| 203                    | Vallés Occidental      | Tarrasa                     | Districte 2                                    |
| 204                    | Vallés Occidental      | Tarrasa                     | Districte 3                                    |
| 205                    | Vallés Occidental      | Tarrasa                     | Districte 4                                    |
| 206                    | Vallés Occidental      | Tarrasa                     | Districte 5                                    |
| 207                    | Vallés Occidental      | Tarrasa                     | Districte 6                                    |
| 208                    | Vallés Occidental      | Vacarisas                   | El Castell                                     |
| 209                    | Vallés Occidental      | Viladecavalls               | Pere Calders                                   |
| 210                    | Vallés Oriental        | Aiguafreda                  | Les Escoles Velles                             |
| 211                    | Vallés Oriental        | Bigas                       | Bigues i Riells                                |
| 212                    | Vallés Oriental        | Caldas de Montbuy           | Caldes de Montbui                              |
| 213                    | Vallés Oriental        | Canovellas                  | Frederica Montseny                             |
| 214                    | Vallés Oriental        | Cardedeu                    | Marc de Vilalba                                |
| 215                    | Vallés Oriental        | Granollers                  | Can Pedrals                                    |
| 216                    | Vallés Oriental        | Granollers                  | Roca Umbert                                    |
| 217                    | Vallés Oriental        | La Ametlla                  | Josep Badia i Moret                            |
| 218                    | Vallés Oriental        | La Garriga                  | Núria Albó                                     |
| 219                    | Vallés Oriental        | La Llagosta                 | La Llagosta                                    |
| 220                    | Vallés Oriental        | La Roca del Vallés          | Biblioteca                                     |
| 221                    | Vallés Oriental        | Las Franquesas del Vallés   | Les Franqueses del Vallès                      |
| 222                    | Vallés Oriental        | Las Franquesas del Vallés   | Corró d'Avall                                  |
| 223                    | Vallés Oriental        | Llinars del Vallés          | Can Casas                                      |
| 224                    | Vallés Oriental        | Llissá de Munt              | Ca l'Oliveres                                  |
| 225                    | Vallés Oriental        | Martorellas                 | Lolita Milà                                    |
| 226                    | Vallés Oriental        | Mollet del Vallés           | Can Mulà - Jordi Solé Tura                     |
| 227                    | Vallés Oriental        | Montmeló                    | La Grua                                        |
| 228                    | Vallés Oriental        | Montornés del Vallés        | de Montornès                                   |
| 229                    | Vallés Oriental        | Parets                      | Can Rajoler                                    |
| 230                    | Vallés Oriental        | San Antonio Vilamajor       | Municipal Joana Raspall i Juanola              |
| 231                    | Vallés Oriental        | San Fausto de Campcentellas | Jordi Ribas                                    |
| 232                    | Vallés Oriental        | San Felíu de Codinas        | Joan Petit i Aguilar                           |
| 233                    | Vallés Oriental        | Sant Celoni                 | l'Escorxador                                   |
| 234                    | Vallés Oriental        | Santa Eulalia de Ronsana    | Casa de Cultura Joan Ruiz i Calonja            |
| 235                    | Vallés Oriental        | Santa María de Palautordera | Ferran Soldevila                               |
| 236                    | Vallés Oriental        | Vilanova del Vallés         | Contravent                                     |

| Listado de bibliobuses | Listado de bibliobuses | Listado de bibliobuses | Listado de bibliobuses                  |
| #                      | Bibliobús              | Comarcas               | Municipios                              |
| ---------------------- | ---------------------- | ---------------------- | --------------------------------------- |
| 1                      | Cavall Bernat          | Bages                  | Callús                                  |
| 1                      | Cavall Bernat          | Bages                  | Castellfullit del Boix                  |
| 1                      | Cavall Bernat          | Bages                  | Castellfullit del Boix (Maians)         |
| 1                      | Cavall Bernat          | Bages                  | Castellnou de Bages (El Serrat)         |
| 1                      | Cavall Bernat          | Bages                  | Castellnou de Bages (Pinedes)           |
| 1                      | Cavall Bernat          | Bages                  | Fonollosa                               |
| 1                      | Cavall Bernat          | Bages                  | Guardiola                               |
| 1                      | Cavall Bernat          | Bages                  | Rajadell (los Molinos)                  |
| 1                      | Cavall Bernat          | Bages                  | San Mateo de Bages (Valls de Torroella) |
| 1                      | Cavall Bernat          | Bergadá                | Caserras                                |
| 1                      | Cavall Bernat          | Moyanés                | Estany                                  |
| 1                      | Cavall Bernat          | Moyanés                | Calders                                 |
| 1                      | Cavall Bernat          | Moyanés                | Monistrol de Calders                    |
| 1                      | Cavall Bernat          | Moyanés                | Santa María de Oló                      |
| 1                      | Cavall Bernat          | Noya                   | Els Prats de Rei                        |
| 2                      | El Castellot           | Alto Panadés           | Castellet y Gornal (La Gornal)          |
| 2                      | El Castellot           | Alto Panadés           | Castellet y Gornal (Les Masuques)       |
| 2                      | El Castellot           | Alto Panadés           | Castellet y Gornal (Sant Marçal)        |
| 2                      | El Castellot           | Alto Panadés           | Castellví de la Marca (La Munia)        |
| 2                      | El Castellot           | Alto Panadés           | Fontrubí (Guardiola)                    |
| 2                      | El Castellot           | Alto Panadés           | La Granada                              |
| 2                      | El Castellot           | Alto Panadés           | Olèrdola (Moja)                         |
| 2                      | El Castellot           | Alto Panadés           | Olèrdola (Sant Pere Molanta)            |
| 2                      | El Castellot           | Alto Panadés           | Pontons                                 |
| 2                      | El Castellot           | Alto Panadés           | Santa Fe del Panadés                    |
| 2                      | El Castellot           | Alto Panadés           | Torrellas de Foix                       |
| 2                      | El Castellot           | Garraf                 | Canyellas                               |
| 3                      | Guilleries             | Llusanés               | Alpens                                  |
| 3                      | Guilleries             | Osona                  | Calldetenes                             |
| 3                      | Guilleries             | Osona                  | Gurb                                    |
| 3                      | Guilleries             | Osona                  | Las Masías de Voltregá                  |
| 3                      | Guilleries             | Osona                  | Orís                                    |
| 3                      | Guilleries             | Osona                  | Rupit y Pruït                           |
| 3                      | Guilleries             | Osona                  | San Bartolomé del Grau                  |
| 3                      | Guilleries             | Osona                  | San Vicente de Torelló                  |
| 3                      | Guilleries             | Osona                  | San Vicente de Torelló (Borgonyà)       |
| 3                      | Guilleries             | Osona                  | Santa Eugenia de Berga                  |
| 4                      | La Mola                | Bages                  | Castellgalí                             |
| 4                      | La Mola                | Bages                  | Monistrol de Montserrat                 |
| 4                      | La Mola                | Bajo Llobregat         | Castellví de Rosanés                    |
| 4                      | La Mola                | Vallés Occidental      | Rellinars (ayuntamiento)                |
| 4                      | La Mola                | Vallés Occidental      | Rellinars (escuela)                     |
| 4                      | La Mola                | Vallés Occidental      | San Lorenzo Savall                      |
| 4                      | La Mola                | Vallés Occidental      | Ullastrell                              |
| 4                      | La Mola                | Vallés Oriental        | Santa María de Martorellas de Arriba    |
| 4                      | La Mola                | Vallés Oriental        | Vallromanes                             |
| 5                      | Montau                 | Alto Panadés           | Avinyonet                               |
| 5                      | Montau                 | Alto Panadés           | Las Cabanyas                            |
| 5                      | Montau                 | Alto Panadés           | Mediona (Sant Joan de Mediona)          |
| 5                      | Montau                 | Alto Panadés           | Mediona (Sant Pere Sacarrera)           |
| 5                      | Montau                 | Alto Panadés           | Olesa de Bonesvalls                     |
| 5                      | Montau                 | Alto Panadés           | Pachs del Panadés                       |
| 5                      | Montau                 | Alto Panadés           | Pla del Panadés                         |
| 5                      | Montau                 | Alto Panadés           | Puigdalba                               |
| 5                      | Montau                 | Alto Panadés           | San Cugat Sasgarrigas                   |
| 5                      | Montau                 | Alto Panadés           | San Lorenzo de Hortóns                  |
| 5                      | Montau                 | Alto Panadés           | Subirats (Lavern)                       |
| 5                      | Montau                 | Alto Panadés           | Subirats (Ordal)                        |
| 5                      | Montau                 | Alto Panadés           | Subirats (San Pablo de Ordal)           |
| 5                      | Montau                 | Alto Panadés           | Viloví                                  |
| 5                      | Montau                 | Garraf                 | Olivella                                |
| 6                      | Montnegre              | El Maresme             | Dosríus                                 |
| 6                      | Montnegre              | El Maresme             | Orrius                                  |
| 6                      | Montnegre              | El Maresme             | San Acisclo de Vallalta                 |
| 6                      | Montnegre              | El Maresme             | San Cipriano de Vallalta                |
| 6                      | Montnegre              | Vallés Oriental        | Campins                                 |
| 6                      | Montnegre              | Vallés Oriental        | Cánoves y Samalús                       |
| 6                      | Montnegre              | Vallés Oriental        | Fogás de Monclús                        |
| 6                      | Montnegre              | Vallés Oriental        | Gualba                                  |
| 6                      | Montnegre              | Vallés Oriental        | Montseny                                |
| 6                      | Montnegre              | Vallés Oriental        | Vallgorguina                            |
| 6                      | Montnegre              | Vallés Oriental        | Villalba Saserra                        |
| 7                      | Montserrat             | Noya                   | Cabrera de Igualada                     |
| 7                      | Montserrat             | Noya                   | Carme                                   |
| 7                      | Montserrat             | Noya                   | Castellolí                              |
| 7                      | Montserrat             | Noya                   | Copóns                                  |
| 7                      | Montserrat             | Noya                   | Jorba                                   |
| 7                      | Montserrat             | Noya                   | La Llacuna                              |
| 7                      | Montserrat             | Noya                   | Masquefa                                |
| 7                      | Montserrat             | Noya                   | San Martín de Tous                      |
| 7                      | Montserrat             | Noya                   | San Martín Sasgayolas                   |
| 7                      | Montserrat             | Noya                   | Torre de Claramunt                      |
| 7                      | Montserrat             | Noya                   | Torre de Claramunt (Vilanova d'Espoia)  |
| 7                      | Montserrat             | Noya                   | Vallbona                                |
| 8                      | Pedraforca             | Bergadá                | Aviá                                    |
| 8                      | Pedraforca             | Bergadá                | Bagá                                    |
| 8                      | Pedraforca             | Bergadá                | Borredá                                 |
| 8                      | Pedraforca             | Bergadá                | Guardiola de Berguedá                   |
| 8                      | Pedraforca             | Bergadá                | La Pobla de Lillet                      |
| 8                      | Pedraforca             | Bergadá                | Montmajor                               |
| 8                      | Pedraforca             | Bergadá                | Olván                                   |
| 8                      | Pedraforca             | Bergadá                | Olván (Cal Rosal)                       |
| 8                      | Pedraforca             | Bergadá                | Saldes                                  |
| 8                      | Pedraforca             | Bergadá                | San Julián de Cerdañola                 |
| 8                      | Pedraforca             | Bergadá                | Serchs (Sant Jordi)                     |
| 8                      | Pedraforca             | Bergadá                | Vallcebre                               |
| 8                      | Pedraforca             | Bergadá                | Vilada                                  |
| 9                      | Puigdon                | Llusanés               | Llusá                                   |
| 9                      | Puigdon                | Llusanés               | Perafita                                |
| 9                      | Puigdon                | Llusanés               | Prats de Llusanés                       |
| 9                      | Puigdon                | Osona                  | Brull                                   |
| 9                      | Puigdon                | Osona                  | Santa María de Corcó (Cantonigrós)      |
| 9                      | Puigdon                | Osona                  | Montanyola                              |
| 9                      | Puigdon                | Osona                  | San Martín de Centellas                 |
| 9                      | Puigdon                | Osona                  | Santa Eulalia de Riuprimer              |
| 9                      | Puigdon                | Osona                  | Tabernolas                              |
| 9                      | Puigdon                | Osona                  | Viladrau                                |
| 9                      | Puigdon                | Osona                  | Vilanova de Sau                         |
| 9                      | Puigdon                | Vallés Oriental        | Tagamanent                              |
| 10                     | Serra de Rubió         | Bages                  | Aguilar de Segarra                      |
| 10                     | Serra de Rubió         | Bages                  | Marganell                               |
| 10                     | Serra de Rubió         | Noya                   | Argensola                               |
| 10                     | Serra de Rubió         | Noya                   | Calonje de Segarra                      |
| 10                     | Serra de Rubió         | Noya                   | Castellfullit de Riubregós              |
| 10                     | Serra de Rubió         | Noya                   | Montmaneu                               |
| 10                     | Serra de Rubió         | Noya                   | Orpí                                    |
| 10                     | Serra de Rubió         | Noya                   | Pujalt                                  |
| 10                     | Serra de Rubió         | Noya                   | Rubió                                   |
| 10                     | Serra de Rubió         | Noya                   | Salavinera                              |
| 10                     | Serra de Rubió         | Noya                   | Santa María de Miralles                 |
| 10                     | Serra de Rubió         | Noya                   | Veciana                                 |
| 11                     | Serra del Cadí         | Bages                  | Gayá                                    |
| 11                     | Serra del Cadí         | Bages                  | Mura                                    |
| 11                     | Serra del Cadí         | Bages                  | Talamanca                               |
| 11                     | Serra del Cadí         | Bergadá                | Capolat                                 |
| 11                     | Serra del Cadí         | Bergadá                | Castell del Areny                       |
| 11                     | Serra del Cadí         | Bergadá                | Castellar de Nuch                       |
| 11                     | Serra del Cadí         | Bergadá                | Castellar del Ríu                       |
| 11                     | Serra del Cadí         | Bergadá                | Espunyola                               |
| 11                     | Serra del Cadí         | Bergadá                | Fígols                                  |
| 11                     | Serra del Cadí         | Bergadá                | Gósol                                   |
| 11                     | Serra del Cadí         | Bergadá                | La Nou de Berguedá                      |
| 11                     | Serra del Cadí         | Bergadá                | La Quart                                |
| 11                     | Serra del Cadí         | Bergadá                | Montclar                                |
| 11                     | Serra del Cadí         | Bergadá                | Sagás                                   |
| 11                     | Serra del Cadí         | Bergadá                | San Jaime de Frontanya                  |
| 11                     | Serra del Cadí         | Bergadá                | Santa María de Marlés                   |
| 11                     | Serra del Cadí         | Bergadá                | Serchs                                  |
| 11                     | Serra del Cadí         | Bergadá                | Viver y Serrateix                       |
| 12                     | Tagamanent             | Llusanés               | Olost                                   |
| 12                     | Tagamanent             | Llusanés               | Oristá                                  |
| 12                     | Tagamanent             | Moyanés                | Castellcir                              |
| 12                     | Tagamanent             | Moyanés                | Castelltersol                           |
| 12                     | Tagamanent             | Moyanés                | Collsuspina                             |
| 12                     | Tagamanent             | Moyanés                | Sant Quirze Safaja                      |
| 12                     | Tagamanent             | Osona                  | Folgarolas                              |
| 12                     | Tagamanent             | Osona                  | Montesquiu                              |
| 12                     | Tagamanent             | Osona                  | San Baudilio de Llusanés                |
| 12                     | Tagamanent             | Osona                  | Seva                                    |
| 12                     | Tagamanent             | Osona                  | Seva (San Miguel)                       |
| 12                     | Tagamanent             | Vallés Oriental        | Figaró-Montmany                         |